# Bascanus
Bascanus es un  género de coleópteros adéfagos perteneciente a la familia Carabidae.

## Especies
Comprende las siguientes especies:
- Bascanus andreaei Basilewsky, 1961
- Bascanus claeysbuooaerti Basilewsky, 1953
- Bascanus dissidens Peringuey, 1908
- Bascanus fortesculptus Basilewsky, 1961
- Bascanus gracilis Peringuey, 1896
- Bascanus leleupi Basilewsky, 1961
- Bascanus longicollis Peringuey, 1896
- Bascanus natalicus Basilewsky, 1961
- Bascanus transvaalensis Basilewsky, 1961
- Bascanus vandenberghei Basilewsky, 1953